# ذره کاملون
ذره کاملون یا ذره آفتابپرست، بوزون اسکالر فرضی است که شریک ماده معمولی است و به عنوان نامزد انرژی تاریک شناخته می شود. این ذره ناشی از خود-برهمکنش غیرخطی است؛ جرم آن به چگالی انرژی محیط وابسته است. این ذره در سال 2003 توسط ولتمن و خوری پیش بینی شد. طبق نظریه جرم این ذره از چگال انرژی برخی از انرژی های محیط گرفته می‌شود و در جایی که {\displaystyle \alpha \simeq 1} باشد، طبق فرمول {\displaystyle m_{\textrm {eff}}\sim \rho ^{\alpha }} بدست می آید.
کاملون ها گاهی با فوتون ها جفت می شوند که اجازه نواسان فوتون ها و کاملون ها را در حضور میدان مغناطیسی خارجی می دهد.